# Долна Бешовица
До̀лна Бешовѝца е село в Северозападна България. То се намира в община Роман, област Враца.

## География
Долна Бешовица е село, разположено в Северозападна България, чието землище попада на територията на Западния Предбалкан. Намира се в подножието на планинския рид Веслец.
Селото е разположено в долината на река Косматица, която е ляв приток на Искър. Реката разделя билото на Веслец на две при изворите си над село Кален. На север от Долна Бешовица се намира Каменополското плато, което е североизточното продължение на рида Веслец. На юг от селото се простират най-югоизточните части на Веслец, който завършва с връх Ненов камък (532,5 м). Селото се намира над долината на река Искър, в непосредствена близост до общинския център град Роман. То е разположено от двете страни на реката Косматица, като релефът е стръмен и от двете страни. Понижението на долината на река Косматица, спрямо оградните склонове, е около 270 метра от северните хълмове и над 300 метра от южните.
Релефът е силно нахълмен и дълбоко нарязан от суходолия. Землището има площ от 22 140 декара земя.
На север от селото, склоновете на Каменеполското плато са изключително стръмни. Северната граница на землището преминава по билото на платото – десеткилометровия рът Креща. В подножието на южните склонове на Каменополското плато се намират местностите: Кръстилица, Бенови могили, Рогюва могила, Пръдльов дол, Маньов дол, Гърбовец и Падината. На върха на платото има пещера, която води до центъра на съседното село Камено поле. В местността Пръдльов дол има изграден паметник на убити там партизани.
На изток река Косматица се спуска към местността Буленец в землището на село Радовене, където тя се влива в река Искър. В тази си част, между Долна Бешовица и Искър, река Косматица минава през обширна и гъста горска растителност.
На юг от долината на река Косматица се намират югоизточните части на рида Веслец, като над селото се извисяват редица малки върхове, най-висок от които е Годжова свинака (557 м). Той е и най-високата точка на цялото землище на Долна Бешовица. В неговото северно подножие се намира Долнобешовишкият манастир „Св. Архангел Михаил“. Другите върхове от югоизточното било над селото са Блажуй, Липака, Млаката и Джурвица. От южната страна на река Косматица се намират местностите: Бранището, Парезака, Долце, Биволарката, Барища, Липака, Смърдан и Чичера.
На югоизток от селото релефът се понижава рязко към долината на река Искър. Тук е най-ниската точка на землището – 145 м. На 5 км от селото се намира град Роман, като пътят за него преминава билото на околния хълм край местността Връа (306 м), където е и най-високата точка по пътя между населените места. От това място тръгва и разклонението за Долнобешовишкия манастир, отстоящ на два километра и половина, по коларски път в южна посока. От Връа се откриват страхотни гледки към Роман и долината на река Искър, Струпешката могила, ридовете Драгойца и Гола глава, а при ясно време се забелязват върховете Мургаш, Етрополска баба и Звездец в Стара планина, а също така и Васильов връх във Васильовска планина.
На изток селото граничи със землището на Роман и Радовене, на юг със землището на Старо село, на запад с това на Горна Бешовица, а на север с Камено поле.
През селото преминава третокласният път №103 от републиканската пътна мрежа Мездра-Роман-Брестница, чрез който селото осъществява връзка с околните села и градове. Град Роман, който е и общинският център на околията, се намира на 5 км; Мездра на 21 км, а Враца на 37 км. София се намира на 118 км от селото през Ябланица и само на 2 км повече по пътя през Мездра.
Районът на селото е с добре изразен карстов тип релеф, като това се дължи на дългото и сложно палеогеографско развитие тук. Билата на Веслец са изградени от долнокредни варовици и са обрасли с гори от липа, горун и габър. В геоложко отношение селото спада към Бешовишката антиклинала. Възвишенията се заемат от сенонски варовици, под които лежат пясъчни пластове. В района на околните села се добива варовик, а по долината на Искър се добиват чакъл и пясък.

### Климат
Климатът в селото е умереноконтинентален. Валежният максимум е през месеците май и юни, когато се образува Исландският циклон, като тогава стойностите достигат до 100 мм месечно. Минимумът на валежите пък е през февруари, когато над района влияе Източноевропейският антициклон, и стойностите достигат до едва 50 мм месечно. Средната годишна стойност на валежите е около 700 мм.
Средната годишна температура е около 11 °C, като средната януарска е около -1 °C, а юлската е около 22 °C. Често в района се наблюдават температурни и облачни инверсии. Типични са резките застудявания с духането на северните зимни ветрове, които обаче се усещат по-меко заради въздушната преграда на Каменополското плато, което смекчава усещането им. Характерни са големите температурни амплитуди. Зимата е студена, а лятото е горещо. През долината на река Искър на изток проникват различни въздушни маси, които се усещат осезаемо в селото. Районът е силно градобитен.

### Води
Районът на селото се отводнява от маловодната и пресъхваща река Косматица, чието пълноводие е през април и май.

### Почви, флора и фауна
Почвите са сиви горски, върху които добре виреят лозя, ръж и овощия. По поречието на Искър се срещат и алувиално-ливадни почви. Обработваемите земи са около 48% от площта на землището, следвани от 42% пусти земи и 10% гори. Горите са предимно липови и дъбови. Изкуствени насаждения на акация има в местността „Ливада“. Животинските видове са представители на Европейско-сибирската зоогеографска подобласт.

## Население
Населението на селото намалява с развитието на демографските процеси в България. То е сериозно застаряващо, като повечето жители са пенсионери.
Преброяване на населението през 2011 г.
Численост и дял на етническите групи според преброяването на населението през 2011 г.:
|                     | Численост | Дял (в %) |
| Общо                | 266       | 100,00    |
| Българи             | 60        | 22,55     |
| Турци               | 0         | 0,00      |
| Цигани              | 0         | 0,00      |
| Други               | 0         | 0,00      |
| Не се самоопределят | 0         | 0,00      |
| Неотговорили        | 205       | 77,06     |

## Стопанство и забележителности
В селото е застъпено земеделието. Не е налице развит вторичен и третичен сектор на стопанството. В селото има два магазина. На централния площад са разположени кметството и търговският дом, който е изоставен. В непосредствена близост е училището „Христо Ботев“, което не функционира и читалището „Васил Левски“. От другата страна на улицата се намира старата църква, която е единствена в селото.
На юг от селото се намира Долнобешовишкият манастир „Св. Архангел Михаил“. В близост е разположен комплексът от пещери и скални образувания между Камено поле и Реселец, сред които по-известни са Чуклите, Копаната, Чаплата, Пладнището и Пропадалото. Над Реселец се намира и екопътеката по тектонския гребен Калето, където е била изградена и едноименна крепост. Недалеч е и карстовият комплекс около Карлуково, екопътеката „Панега-Искър“, Струпешкият манастир и археологическият комплекс „Калето“ в Мездра.

## История
В 1870 г. е построена църквата „Свети Георги“ от майстор Христо от село Калугерово. Иконописта и дърворезбата в храма са дело на дебърския майстор Велко Илиев.
На запад от селото в местността Грънчерица са останките на римска вила рустика – едро земевладелско имение от робовладелски тип. Сред селото е изровена каменна колона със старобългарски едноедров надпис, който гласи: „Влято 1344 индикт осми при цар Александър и Теодора представи ся Добря месец април в двадесети ден. Бог да го прости“. Колоната с надписа е използувана вторично за надгробен паметник и се отнася за местен владетел от първата половина на XIV в.
Селото е заварено от османските завоеватели с днешното си име. В един османски документ от 1430 г. е записано Бешовиче -и зир (Долна Бешовица) като ленно владение с 45 домакинства (РСт., 1, 399). Среща се и в други османски регистри от 1548 г., от втората половина на XVI в. и др. (ИБИ, т. XIII, с. 51 и 177). От посочените документи става ясно, че освен като тимар селото е било смесено с войнагани. Сред тях се срещат и изчезналите вече от употреба в този край лични имена като Бато, Брало, Братян и др. В. Миков предполага една преселническа вълна от Тетевенско в края на XVII в. Той изглежда че има основание за това предположение, защото източното българско диалектно влияние се чувства и днес в говора на селото (Миков, В., 1943, с. 39). В една стара приписка върху страница на Требник от 1641 г. научаваме, че селото Долна Бешовица е било опожарено от кърджалийски банди през 1803 г. (Цонев, Б., Опис на ръкописите и старопечатните книги в Народната библиотека в София, т. I, с. 161).
Стари родове в с. Долна Бешовица са: А̀мишовци, Арпа̀нкьовци, Бѐлкинци, Бѐцовци, Бѐлювци, Во̀йкинци, Въ̀линци, Въ̀лювци, Га̀говци, Гѐнковци, Гѐрговци, Гѐшковци, Го̀джовци, Гу̀льовци, Джа̀ровци, Джуджа̀ците, Дѝвчовци, Дѝковци, До̀йновци, Драга̀новци, Дра̀гньовци, За̀еците, Йо̀цовци, Калѝнкинци, Ка̀рчовци, Коста̀ците, Кошу̀лете, Кюрда̀ците, Ката̀лете, Ку̀линци, Комѝнкьовци, Катама̀ците, Ла̀мбовци, Липова̀нете, Лопѐете, Мо̀новци, Мѝкинци, Муселѝмете, На̀човци, Огрѝбковци, Пѐцинци (наричани още Кукувѐнгерете), По̀печковци, Пѐшовци, Пѐйовци, Прътиня̀ците, Ра̀лчовци, Рѐджовци, Ро̀джовци, Рога̀чете, Са̀новци, Тръкоя̀рците, Танчѝлете, Тѝловци, Уша̀нгерете, Фѝшовци, Цѐковци, Цона̀нете, Черга̀нете, Шармедѝнете, Шаба̀нете, Шу̀гльовци и Шу̀кльовци.
Към средата на XIX в. от разни места придошли и се заселили в Долна Бешовица: Кра̀йнинци от с. Реселец, Белѐнете от с. Велѐнци, Бобошѐвете от с. Бобошево, Дупнишко, Фъ̀шовци от с. Крѐта, Мѝловци от с. Синьо бърдо, Етропо̀лете и Жѐравете от Етрополе. По същото това време десетки малоимотни семейства от с. Долна Бешовица се изселват в селищата на равнината: от рода Бѐцовци – в с. Борован, от Во̀йкинци – в с. Попица, от Сановци – в с. Остров, от Ушангерете – в с. Камено поле, от Шу̀кльовци – в с. Ореховица, Плевенско, а други в Габаре, Галиче, Главъ, Лепица и т.н.
Селото и манастирът са основани заедно със село Горна Бешовица много преди края на XIV в.
От селото има участници в Сръбско-българската, двете Балкански, Първата и Втората световни войни. В тяхна чест беше издигнат и паметник с имената им в центъра на селото.
- Църквата
- Училището
- Кръст – надгробен паметник, из двора на Бешовишкия манастир „Св. Архангел“, XVIII – XIX век. Скициран от Иван Енчев – Видю през юли 1916 г.

## Долнобешовишки манастир
Южно от с. Долна Бешовица са развалините на манастира „Св. Архангел Михаил“. От тук е известен един Ирмологий в ръкопис от 1578 г. (Гошев, И., Църковни старини от Врачанската епархия. ГСУБФ, 1933/34, т. XI, с. 2 и 3). Смята се, че манастирът е бил създаден през XII – XIV в. като болярска църква. Разрушен бил и построен отново през XVII в. от майстор Павел от Долна Бешовица. Цялата църква била изписана. Изобразени били римските папи Силвестър и Адриан – нещо изключително рядко срещано в църковната стенопис. Дърворезбовният иконостас бил изработен през 1734 г. През XVIII век е открито килийно училище в манастира. През 1843 – 1845 г. в манастира работи известният възрожденски художник Захари Зограф. В църквата имало 4 големи иконостасни икони, рисувани от него: „Богородица“ (1845 г.), „Христос“ (1843 г.), „Събор на архангелите“ и „Йоан Кръстител“. Днес те се съхраняват в храм-паметника „Софроний Врачански“ във Враца. През 2006 г. с дарение са укрепени отвън основите на църквата, подкопани от иманяри.
Жилищните постройки са полусрутени, красивата дворна чешма и зиданата входна арка почти са се изравнили със земята. Църквата е строена през XVII в. Тя е каменна, масивна и проста постройка. Запазени са стенописите върху олтарната стена и две малки странични ниши. За пръв път в олтарното пространство на тази църква са изписани портретите и на Светите братя Кирил и Методий. Камбаната е била изработена в Ростов на Дон, но е била открадната през 70-те години на XIX век.

## Редовни събития
Всяка година на 21 ноември (Свети Архангел Михаил) се провежда събор на село Долна Бешовица.

## Личности
Родени
- Николай Павлов (1925 – ?), писател.
- Максим Генов (1935 – 1995), журналист и писател.
- Д-р Карина Сълова (1953 – 2024), лекар, алпинист, планински спасител. Родена е на 3 април 1953 г. в Долна Бешовица. Завършва медицина, специализира анестезиология и реанимация. През 1984 г. завършва курс за лекар – планински спасител. През следващите години оставя ярка следа в историята на Планинската спасителна служба (ПСС) при Български Червен кръст. Като член и лекар на отряд ПСС – Враца взема участие в много скални спасителни акции, а от началото на 1990-те години е преподавател в много от централните и местни курсове на ПСС. Активно съдейства в работата на медицинската комисия на службата и участва в международни съвещания и конгреси по планинска медицина до 2014 г., когато по здравословни причини се оттегля от активна работа в ПСС. Д-р Сълова е запален алпинист и осъществява много алпийски изкачвания в България и по света. Алпийската си кариера започва с изкачване на връх Монблан (4807 m) в Алпите през 1985 г., заедно с алпинисти от клуб „Искър“. Лекар е на шест височинни експедиции над 8000 m в Хималаите: върховете Дхаулагири – 1995 г., Еверест – 1997 г., където достига до северното седло Чанг-Ла на 7050 m, Макалу и Манаслу през 1998 г., Шиша Пангма – 1999 г., където изкачва върха в екип с Дойчин Василев, Еверест – 2004 г. Прави ценни открития по отношение на дихателната недостатъчност на голяма височина. Колегите ѝ я описват като светъл човек с неизчерпаема енергия и желание да помага на всички около себе си. Почива на 28 декември 2024 г.[4]